# Braquis
Braquis är en kommun i departementet Meuse i regionen Grand Est (tidigare regionen Lorraine) i nordöstra Frankrike. Kommunen ligger i kantonen Étain som tillhör arrondissementet Verdun. År 2022 hade Braquis 104 invånare.

## Befolkningsutveckling
Antalet invånare i kommunen Braquis
| Referens: INSEE |